# Loi de modification de la loi sur l'exercice des professions du sport
Lire en ligne

(ca) LLEI 7/2015, del 14 de maig, de modificació de la Llei 3/2008, de l'exercici de les professions de l'esport.

La loi de modification de la loi sur l'exercice des professions du sport (en catalan Llei de modificació de la Llei de l'exercici de les professions de l'esport) est une loi adoptée par le Parlement de Catalogne, promulguée le 14 mai 2015. Elle modifie la loi sur l'exercice des professions du sport de 2008, pour faciliter l'accès aux professions sportives et régler des situations qui n'étaient pas prévues dans la législation antérieure.
La loi est adoptée par le Parlement le 29 avril 2015 à une large majorité de 101 voix « pour » de CiU, d'ERC, du PSC, d'ICV-EUiA, de la CUP, et de la députée non inscrite Marina Geli, 19 voix « contre » du PPC, et 8 abstentions de Ciutadans. Elle est contestée par le gouvernement espagnol et partiellement suspendue par le Tribunal constitutionnel en mars 2016.

## Contexte
La Généralité de Catalogne détient une compétence exclusive en matière de sport depuis le Statut d'autonomie de 1979, renouvelée par le Statut d'autonomie de 2006. Le domaine du sport est régi par deux textes principaux en Catalogne :
- La loi sur le sport, qui organise les pratiques sportives. La loi sur le sport de 1988 était la première législation dans ce domaine. Elle est complétée par deux lois de 1999. Ces trois textes sont remplacés l'année suivante par le Texte unique de la loi sur le sport, adopté par décret législatif en 2010.
- La loi sur l'exercice des professions du sport de 2008, qui réglemente le statut des professionnels du sport. Quatre professions sont régulées : celles de professeur d'éducation physique, d'animateur ou moniteur sportif professionnel, d'entraîneur professionnel, et de directeur sportif. Les professionnels doivent être inscrits au Registre officiel des professionnels du sport de Catalogne (ROPEC) pour pouvoir exercer légalement.

L'application de la loi sur l'exercice des professions du sport de 2008 pose des difficultés d'adaptation, car les professionnels déjà en activité avant son entrée en vigueur doivent attester de leurs qualifications et s'inscrire au ROPEC. La loi de simplification et d'amélioration de la qualité normative du 29 décembre 2011 a suspendu l'entrée en vigueur des sanctions jusqu'au 1er janvier 2013, pour donner aux personnes concernées un délai pour se conformer à la nouvelle législation. Les mêmes difficultés persistent, ce qui conduit le gouvernement reporter à nouveau l'application des sanctions au 1er janvier 2015 par le décret-loi du 27 décembre 2012, et à préparer dans le même temps une réforme de la loi de 2008.

## Adoption

### Projet de loi (janvier 2014)
Le gouvernement annonce en février 2013 la préparation d'un projet de loi pour adapter et corriger les défauts de la loi sur l'exercice des professions du sport de 2008. Un premier avant-projet est rédigé en juin 2013.
Le projet de loi de modification de la loi sur l'exercice des professions du sport est adopté par le gouvernement le 14 janvier 2014. Il a pour objectif d'améliorer l'accès aux professions sportives en résolvant le problème des professionnels dont les qualifications ne sont pas reconnues par la loi. Il vise également à combler certaines lacunes en réglementant des professions qui étaient hors du champ de la loi de 2008, comme les sauveteurs et les moniteurs de plongée sous-marine, et à intégrer la législation au cadre européen des certifications pour faciliter la reconnaissance mutuelle des qualifications.

### Débats parlementaires (2014)
Le projet de loi est débattu par le Parlement de Catalogne le 24 avril 2014. Il reçoit le soutien de Convergence et Union (CiU), d'Esquerra Republicana de Catalunya (ERC), du Parti des socialistes de Catalogne (PSC), d'Iniciativa per Catalunya Verds - Esquerra Unida i Alternativa (ICV-EUiA) et de la Candidature d'unité populaire (CUP). Le Parti populaire catalan (PPC) et Ciutadans (C's) y sont opposés.
À la fin de l'année 2014, l'approche de l'entrée en vigueur des sanctions prévues par la loi sur l'exercice des professions du sport de 2008 suscite un mouvement de contestation des professionnels concernés. Une partie d'entre eux, qui ont obtenu entre 1999 et 2008 des qualifications non reconnues par la loi, doivent faire valider leurs compétences par une formation ou un examen pour pouvoir s'inscrire au Registre officiel des professionnels du sport de Catalogne (ROPEC). Ils protestent contre une obligation qu'ils jugent inutile et injuste. La mobilisation est portée par la Fédération catalane de basket (ca) (FCBQ), un sport où exercent de nombreux entraîneurs bénévoles. Elle prend la forme de revendications sur les réseaux sociaux, d'une pétition en ligne rassemblant environ 10 000 signatures et de déclarations de soutien de personnalités sportives. Les protestations s'inscrivent dans un contexte de difficultés générales du milieu sportif, qui souffre de l'accroissement des charges qui pèsent sur son fonctionnement, de la multiplication des normes imposées par l'État espagnol, et de la réduction des subventions publiques.
Les fédérations sportives, rassemblées dans l'Unió de Federacions Esportives de Catalunya (ca) (UFEC), se réunissent le 2 décembre 2014 pour définir une position commune vis-à-vis du projet de loi en discussion. Leurs représentants sont auditionnés par la commission des affaires institutionnelles du Parlement le 4 décembre pour faire valoir leurs revendications.

### Décret-loi du 9 décembre 2014
Pour résoudre le problème de l'entrée en vigueur imminente des sanctions, le gouvernement prend le 9 décembre 2014 un décret-loi qui reporte leur application, pour la troisième fois, au 1er janvier 2017. Ce délai doit permettre l'adoption de la réforme en cours d'examen, puis la régularisation de la situation des professionnels.
Le décret-loi est validé par le Parlement à l'unanimité le 17 décembre.

### Vote (avril 2015)
La loi de modification de la loi sur l'exercice des professions du sport est adoptée par le Parlement le 29 avril 2015 à une large majorité de 101 voix « pour », 19 voix « contre » et 8 abstentions. Les groupes CiU, ERC, PSC, ICV-EUiA et CUP, et la députée non inscrite Marina Geli votent « pour », le PPC vote « contre » et C's s'abstient,.
Deux dispositions de la loi sont controversées au Parlement. D'une part, l'adhésion au cadre européen des certifications et le principe de reconnaissance mutuelle des qualifications sont critiqués par le PPC, qui réclame l'abrogation de la loi, et par C's, qui accuse le gouvernement de fausser le débat. D'autre part, la disposition additionnelle sixième, qui accède à la revendication des professionnels du sport de pouvoir faire valoir des qualifications jusque-là non reconnues par la loi, est adoptée avec l'opposition du PPC et l'abstention d'ERC et de la CUP.
Les mesures sur la lutte contre le dopage, la promotion de l'égalité des sexes et la protection de l'enfance sont adoptées à l'unanimité.

## Contenu
La loi modifie la loi sur l'exercice des professions du sport de 2008,,.
Elle réglemente des situations qui n'étaient pas prises en compte par la législation antérieure,, :
- les activités de sauvetage et de secourisme, ainsi que la plongée sous-marine (articles 1 et 11) ;
- les activités d'initiation multisports destinées aux enfants (article 6) ;
- les titulaires du degré professionnel de danse (article 9) ;
- la situation des bénévoles (article 13).

La loi modifie la nomenclature des professions sportives en renommant celles d'« animateur ou moniteur sportif professionnel » et d'« entraîneur professionnel » en « moniteur sportif » et « entraîneur sportif ». La reconnaissance des formations s'inscrit dans le cadre européen des certifications, qui identifie huit niveaux de qualification (article 2),,.
La loi réforme les conditions d'accès aux professions sportives, notamment en énumérant les titres permettant aux professionnels d'attester de leurs qualifications (article 3, 7, 10 et 12),,.
Elle prévoit la conclusion de conventions avec les autorités d'autres États membres de l'Union européenne, pour que les professionnels inscrits au Registre officiel des professionnels du sport de Catalogne puissent accéder aux mêmes professions dans ces États, et réciproquement (article 4),,.
Elle complète les principes et les devoirs des professionnels pour y ajouter la lutte contre le dopage, renforcer l'obligation de protection de la santé des sportifs, et ajouter la protection des sportifs, en particulier des enfants, contre les abus et agressions sexuelles (article 5),,.
La mesure la plus importante est l'ajout de la disposition additionnelle sixième, qui permet aux professionnels déjà en activité de s'inscrire au Registre officiel des professionnels du sport de Catalogne (ROPEC), par une procédure de certification de leurs qualifications par l'Escola Catalana de l'Esport, sans les contraindre à suivre une formation supplémentaire (article 8),,.

## Application
La loi de modification de la loi sur l'exercice des professions du sport entre en vigueur le 21 mai 2015.
Le Consell Català de l'Esport organise en septembre 2015 une campagne d'information, pour informer les professionnels de la nouvelle réglementation et de la procédure d'inscription au Registre officiel des professionnels du sport de Catalogne (ROPEC).
La procédure de reconnaissance des qualifications est mise en œuvre à partir du 14 décembre 2015.

## Recours

### Recours du gouvernement espagnol (février 2016)
Le 19 février 2016, le gouvernement espagnol décide d'exercer un recours contre la loi de modification de la loi sur l'exercice des professions du sport devant le Tribunal constitutionnel. Il reproche à la loi de porter atteinte à l'unité du marché en prévoyant la même obligation à tous les professionnels du sport de s'inscrire au registre des professionnels, sans reconnaître automatiquement les professionnels d'autres territoires de l'État. De plus, il conteste la possibilité de conclure des conventions de reconnaissance mutuelle des qualifications avec d'autres États membres de l'Union européenne, qu'il considère comme un « excès de compétence ».
Le recours intervient dans un contexte de tensions entre le gouvernement catalan et les autorités espagnoles, dans les jours qui suivent le recours du gouvernement espagnol contre la commission d'étude du processus constituant et la suspension du nouveau département des affaires extérieures. Le secrétaire général au sport, Gerard Figueras (ca), critique « une nouvelle agression » du gouvernement espagnol, alors que des discussions étaient en cours avec celui-ci pour convenir d'une interprétation commune de la loi.
Le gouvernement catalan se réunit dans les jours suivants avec les fédérations sportives, pour rechercher des solutions permettant de garantir la sécurité juridique des professionnels du sport, malgré la suspension imminente de la loi.

### Suspension par le Tribunal constitutionnel (mars 2016)
Le 1er mars 2016, le Tribunal constitutionnel admet la recevabilité du recours et suspend les articles incriminés, :
- l'article 4 sur la conclusion de conventions de reconnaissance mutuelle des qualifications avec d'autres États européens ;
- une partie de l'article 6, sur les activités d'initiation multisports destinées aux enfants ;
- l'article 8, sur la reconnaissance des qualifications des professionnels déjà en activité ;
- l'article 9, sur les titulaires du degré professionnel de danse ;
- l'article 10, qui établit la liste des titres reconnus permettant l'inscription au Registre officiel des professionnels du sport de Catalogne ;
- l'article 11, sur les professionnels du secourisme aquatique en piscine.

Le gouvernement catalan conteste le recours devant le Tribunal constitutionnel.

### Levée partielle de la suspension (juillet 2016)
En juillet 2016, le Tribunal constitutionnel décide de lever une grande partie de la suspension de la loi. Seul l'article 4, sur la conclusion de conventions de reconnaissance mutuelle des qualifications avec d'autres États européens, demeure suspendu. Les cinq autres articles attaqués sont remis en vigueur, le Tribunal constitutionnel estimant qu'aucun préjudice pour l'intérêt public n'est attesté.